# Argos (Argonaut)
Argos (altgriechisch Ἄργος Árgos) war in der Griechischen Mythologie einer der Helden der Argonautensage. Er baute mit Unterstützung der Göttin Athene die Argo, das erste Hochseeschiff, mit dem die Argonauten über das Schwarze Meer nach Kolchis segelten, um das Goldene Vlies zu erringen.
Der Logograph Pherekydes von Athen (6. Jahrhundert v. Chr.) nennt als Erbauer der Argo Argos, den Sohn des Phrixos. Ebenso steht es in der Bibliotheke des Apollodor (1. Jahrhundert n. Chr.), wo Argos, der Sohn des Phrixos, explizit als Erbauer der Argo und Teilnehmer am Argonautenzug genannt wird. Der Epiker Apollonios von Rhodos (3. Jahrhundert v. Chr.) unterscheidet in seinen Argonautika zwei Personen namens Argos, einerseits den Erbauer der Argo und andererseits den Sohn des Phrixos, der den Argonauten erst auf der Insel Aretia begegnet.
Als Vater des Argos nennt Apollonios Arestor, der möglicherweise mit dem König von Argos zu identifizieren ist. Nach den Fabulae des Hyginus (2. Jahrhundert n. Chr.) war Argos Sohn der Argia und des Polybos, nach anderen des Danaos. Argos war nach Hygin Argiver und trug eine Stierhaut. In den Argonautica des römischen Epikers Valerius Flaccus (1. Jahrhundert n. Chr.) lebt Argos vor dem Argonautenzug in Thespiai in Böotien. Nach einer anderen Tradition, die Johannes Tzetzes (12. Jahrhundert) in seinen Scholien zu Lykophrons Alexandra mitteilt, war der Name des Vaters Hestor oder Alektor.
Apollonios von Rhodos erwähnt Argos im Zusammenhang mit dem Opfer auf dem Berg Dindymon (bei Kyzikos in Mysien, Kleinasien). Dort veranstalten die Argonauten eine Zeremonie, um die Göttin Rhea milde zu stimmen und ihre Fahrt fortsetzen zu können. Argos schnitzt aus dem Stumpf eines alten Rebstockes ein Bildnis der Göttin, das neben dem Altar auf dem Berggipfel aufgestellt wird. Clemens von Alexandria (um 150–um 215), der sich auf die Argolika des Lokalhistorikers Demetrios beruft, identifiziert dieses Schnitzwerk mit dem hölzernen Bildnis der Hera in Tiryns.